# DreamMix TV World Fighters
DreamMix TV World Fighters (ドリームミックスTV ワールドファイターズ, Dorīmumikkusu Tībī Wārudo Faitāzu) est jeu de combat crossover sorti uniquement au Japon. Le jeu est développé par Bitstep et édité par Konami, Takara et Hudson sorti le 18 décembre 2003 sur PlayStation 2 et GameCube,.
Les combats peuvent aller jusqu'à quatre joueurs, les personnages sont issus des univers de Konami, Hudson et des jouets provenant de l'entreprise Takara. On retrouve donc les personnages célèbres de ces licences, dont Solid Snake et Simon Belmont pour Konami, Bomberman pour Hudson et Mégatron pour Takara. Les arènes sont présentées en 2D à la manière de Super Smash Bros, au nombre de 15, on y retrouve la Big Shell de Metal Gear Solid 2: Sons of Liberty, Adventure Island, le château de Dracula de Castlevania ou encore un environnement du jeu Gradius II: Gofer no Yabō,.

## Personnages
| Personnage        | Univers                   | Société | Niveau                        |
| ----------------- | ------------------------- | ------- | ----------------------------- |
| Solid Snake       | Metal Gear Solid          | Konami  | « Shell Connecting Bridge »   |
| Simon Belmont     | Castlevania               | Konami  | « Dracula's Castle »          |
| TwinBee           | TwinBee                   | Konami  | « Sky Fortress »              |
| Powa Pro-kun      | Jikkyō Powerful Pro Yakyū | Konami  | « Powa Pro Stadium »          |
| Moai              | Gradius                   | Konami  | « Artificial Suns »           |
| Binbōgami         | Momotarō Dentetsu         | Hudson  | Momotarō Dentetsu             |
| Bomberman         | Bomberman                 | Hudson  | « Bomberman Battle »          |
| Manjimaru Sengoku | Far East of Eden          | Hudson  | « Dark Orchid »               |
| Momotarō          | Momotarō Densetsu         | Hudson  | « Momotarō Electric Railway » |
| Takahashi Meijin  | Adventure Island          | Hudson  | « Adventure Island »          |
| Yūgo Ōgami        | Bloody Roar               | Hudson  | « — »                         |
| Aska              | Cy Girls                  | Takara  | « — »                         |
| Optimus Prime     | Transformers              | Takara  | « Giant Soldier Devastator »  |
| Mégatron          | Transformers              | Takara  | « — »                         |
| Licca Kayama      | Licca-chan                | Takara  | « Licca-chan House »          |
| Microman          | Micronauts                | Takara  | « Micro Earth »               |
| Takao Kinomiya    | Beyblade                  | Takara  | « — »                         |